# Bidessus coxalis
Bidessus coxalis är en skalbaggsart som beskrevs av Sharp 1882. Bidessus coxalis ingår i släktet Bidessus och familjen dykare. Inga underarter finns listade i Catalogue of Life.